# Zavbuč
Zavbuč, ukrajinsky Завбуч, česky a slovensky Zaobuč, maďarsky Kistar, je část obce Turja Pasika, v Turie-Remetské územní komunitě (hromadě), v okrese Užhorod, v Zakarpatské oblasti Ukrajiny. Leží na svahu hory Obuč. V roce 2001 zde žilo 302 obyvatel.

## Historie
Do uzavření Trianonské smlouvy byla ves součástí Uherska, poté byla součástí Československa. Od roku 1945 byla součástí Ukrajinské sovětské socialistické republiky, která byla součástí SSSR. Od roku 1991 je součástí nezávislé Ukrajiny.